# Michelle Monje
Michelle Leigh Monje-Deisseroth est une  neuroscientifique et neuro-oncologue américaine. Elle est professeur de neurologie à l'université Stanford et chercheuse au Howard Hughes Medical Institute. Elle développe de nouveaux traitements pour le gliome protubérantiel infiltrant.

## Jeunesse et éducation
Monje a grandi dans la région de la baie de San Francisco et s'est intéressée à la biologie dès son enfance. Monje effectue ses études de premier cycle au Vassar College, puis étudie la médecine à l'université Stanford ; elle obtient son doctorat en médecine en 2004. Elle effectue son internat à Stanford puis rejoint la Harvard Medical School en tant que résidente médicale en neurologie. Monje travaille ensuite au Brigham and Women's Hospital ainsi qu'au Massachusetts General Hospital. 

## Recherche et carrière
Les recherches de Monje portent sur les mécanismes moléculaires du neurodéveloppement et de la plasticité neuronale,. Elle étudie les tumeurs du tronc cérébral comme paradigme de la gliogenèse pédiatrique. Monje a notamment étudié le gliome protubérantiel infiltrant (abrégé en DIPG), un cancer pour lequel il est difficile trouver une chimiothérapie efficace et qui est impossible à retirer chirurgicalement, car la tumeur se développe dans le tronc cérébral. En 2009, Monje a développé les premières cultures en laboratoire du DIPG à partir de donneurs décédés, ce qui lui permet de surveiller la croissance des cellules et de tester des agents de chimiothérapie. 
Monje dirige un essai clinique de phase 1 du panobinostat, un médicament qui ralentit la croissance du DIPG et qui s'est avéré augmenter les taux de survie chez les souris. Elle a également conçu des leucocytes, notamment les cellules récepteur antigénique chimérique (abrégé en : CAR-T) pour éradiquer les tumeurs cérébrales.

## Prix et distinctions
- 2023 : Prix Richard-Lounsbery[9].
- 2021 : Boursier MacArthur[10].
- 2021 : Membre élu de l'Académie nationale de médecine (États-Unis)[11].
- 2019 : Presidential Early Career Award for Scientists and Engineers[12],[13].
- 2017 : Prix du chercheur en neuro-oncologie, Académie américaine de neurologie [14]

## Publications (sélection)
- Michelle Monje, « Inflammatory blockade restores adult hippocampal neurogenesis », Science, vol. 302, no 5651,‎ 2003, p. 1760–1765 (PMID 14615545, DOI 10.1126/science.1088417, Bibcode 2003Sci...302.1760M, S2CID 36806485)
- Michelle Monje, « Irradiation induces neural precursor-cell dysfunction », Nature Medicine, vol. 8, no 9,‎ 2002, p. 955–962 (PMID 12161748, DOI 10.1038/nm749, S2CID 10347561)
- Michelle Monje, « Radiation injury and neurogenesis », Current Opinion in Neurology, vol. 16, no 2,‎ avril 2003, p. 129–134 (PMID 12644738, DOI 10.1097/00019052-200304000-00002).
- Michelle Monje, « Myelin Plasticity and Nervous System Function », Annual Review of Neuroscience, vol. 41,‎ 2018 (ISSN 0147-006X et 1545-4126, DOI 10.1146/annurev-neuro-080317-061853, lire en ligne, consulté le 20 janvier 2025).